# Samson (opera)
Samson är en tragédie en musique i fem akter med musik av Jean-Philippe Rameau och libretto av Voltaire.
Samarbetet mellan Voltaire och Rameau påbörjades i december 1733, kort tid efter premiären på Hippolyte et Aricie. Trots att en betydande del av musiken var fullbordad (akterna III och V samt en del av balettmusiken repeterades 1734) övergavs arbetet med operan 1735 eller kort tid därefter. Censuren förbjöd uppförandet då Voltaires kritiska syn på kyrkan återspeglades i librettot om den bibliska Simson. Voltaires text skulle senare inspirera Camille Saint-Saëns till sin opera Simson och Delila. Rameau återanvände musiken till kommande operor men mycket litet kan identifieras.